# オウムシスターズ
オウムシスターズは、オウム真理教に一家総出で入信、1989年秋に出家した4人姉妹のことである。

## 概要
オウムシスターズのホーリーネームはそれぞれ長女がソーマー、次女がセーラー、三女がタントラナンダー、四女がタントラアバヤーである。出家前は教団名古屋支部の在家信徒であった。長女は教団の「世界記録達成部」に所属していた。
1990年の第39回衆議院議員総選挙にオウム真理教が「真理党」として出馬したとき、彰晃マーチの音楽とともに、4人姉妹はガネーシャの帽子を被って踊った。
長女は1994年12月17日に恋人の富田隆と教団施設から逃走し、1996年に脳機能科学者の苫米地英人と結婚。次女は地下鉄サリン事件後、恋人の端本悟らを匿い、犯人隠匿の罪で逮捕された。一連のオウム真理教事件発覚後は、それぞれ独自の道を歩んだ。
2011年、週刊誌『週刊新潮』の取材を三女が受けた。三女によると、姉妹は皆、元気に暮らしており連絡を取り合っているが、「でも、それぞれ、どうしているかはお話ししたくありません」。三女はかつて元信者の男性と結婚していたが、その後は彼女がオウム信者であることを知る別の男性と一緒になっている。